# Бутарель
Бутаре́ль (кат. Botarell, вимова літературною каталанською [bʊtə'ɾɛʎ]) — муніципалітет у Автономній області Каталонія, в Іспанії. Код муніципалітету за номенклатурою Інституту статистики Каталонії — 430332. Знаходиться у районі (комарці) Баш-Камп (коди району — 08 та BC) провінції Таррагона, згідно з новою адміністративною реформою перебуватиме у складі баґарії (округи) Камп-да-Таррагона.

## Населення
Населення міста (у 2007 р.) становить 998 осіб (з них менше 14 років — 17,6 %, від 15 до 64 — 71,7 %, понад 65 років — 10,6 %). У 2006 р. народжуваність склала 20 осіб, смертність — 4 особи, зареєстровано 4 шлюби. У 2001 р. активне населення становило 392 особи, з них безробітних — 18 осіб.
Серед осіб, які проживали на території міста у 2001 р., 569 народилися в Каталонії (з них 394 особи у тому самому районі, або кумарці), 111 осіб приїхало з інших областей Іспанії, а 56 осіб приїхало з-за кордону.
Вищу освіту має 7,5 % усього населення.
У 2001 р. нараховувалося 256 домогосподарств (з них 21,1 % складалися з однієї особи, 24,6 % з двох осіб,21,9 % з 3 осіб, 17,6 % з 4 осіб, 10,5 % з 5 осіб, 2,7 % з 6 осіб, 0,4 % з 7 осіб, 1,2 % з 8 осіб і 0 % з 9 і більше осіб).
Активне населення міста у 2001 р. працювало у таких сферах діяльності: у сільському господарстві — 12,8 %, у промисловості — 14,7 %, на будівництві — 11 % і у сфері обслуговування — 61,5 %.
У муніципалітеті або у власному районі (кумарці) працює 185 осіб, поза районом — 267 осіб.
| Рік  | Чисельність | Чисельність |
| ---- | ----------- | ----------- |
| 1717 | 293         | [ 8 ]       |
| 1787 | 479         | [ 8 ]       |
| 1857 | 477         | [ 8 ]       |
| 1860 | 409         | [ 8 ]       |
| 1877 | 432         | [ 8 ]       |
| 1887 | 468         | [ 8 ]       |
| 1900 | 433         | [ 8 ]       |
| 1910 | 456         | [ 8 ]       |
| 1920 | 421         | [ 8 ]       |
| 1930 | 378         | [ 8 ]       |
| 1936 | 373         | [ 8 ]       |
| 1940 | 348         | [ 8 ]       |

| Рік  | Чисельність | Чисельність |
| ---- | ----------- | ----------- |
| 1945 | 375         | [ 8 ]       |
| 1950 | 362         | [ 8 ]       |
| 1955 | 348         | [ 8 ]       |
| 1960 | 347         | [ 8 ]       |
| 1965 | 354         | [ 8 ]       |
| 1970 | 380         | [ 8 ]       |
| 1975 | 416         | [ 8 ]       |
| 1981 | 411         | [ 8 ]       |
| 1986 | 435         | [ 8 ]       |
| 1991 | 461         | [ 8 ]       |
| 2001 | 695         | [ 9 ]       |
| 2002 | 749         | [ 10 ]      |

| Рік  | Чисельність | Чисельність |
| ---- | ----------- | ----------- |
| 2004 | 881         | [ 11 ]      |
| 2005 | 933         | [ 12 ]      |
| 2006 | 963         | [ 13 ]      |
| 2007 | 998         | [ 14 ]      |
| 2008 | 1032        | [ 15 ]      |
| 2009 | 1047        | [ 16 ]      |
| 2010 | 1085        | [ 17 ]      |
| 2011 | 1109        | [ 18 ]      |
| 2012 | 1126        | [ 19 ]      |
| 2013 | 1113        | [ 20 ]      |
| 2014 | 1100        | [ 21 ]      |
| 2015 | 1101        | [ 22 ]      |

| Рік  | Чисельність | Чисельність   |
| ---- | ----------- | ------------- |
| 2016 | 1120        | [ 23 ]        |
| 2017 | 1078        | [ 24 ]        |
| 2018 | 1070        | [ 25 ] [ 26 ] |
| 2019 | 1068        | [ 27 ]        |
| 2020 | 1077        | [ 28 ]        |
| 2021 | 1094        | [ 29 ]        |
| 2022 | 1102        | [ 30 ]        |
| 2023 | 1156        | [ 31 ]        |
| 2024 | 1174        | [ 4 ]         |

| Рік  | Чисельність | Чисельність |
| ---- | ----------- | ----------- |
| 1717 | 293         | [ 8 ]       |
| 1787 | 479         | [ 8 ]       |
| 1857 | 477         | [ 8 ]       |
| 1860 | 409         | [ 8 ]       |
| 1877 | 432         | [ 8 ]       |
| 1887 | 468         | [ 8 ]       |
| 1900 | 433         | [ 8 ]       |
| 1910 | 456         | [ 8 ]       |
| 1920 | 421         | [ 8 ]       |
| 1930 | 378         | [ 8 ]       |
| 1936 | 373         | [ 8 ]       |
| 1940 | 348         | [ 8 ]       |

| Рік  | Чисельність | Чисельність |
| ---- | ----------- | ----------- |
| 1945 | 375         | [ 8 ]       |
| 1950 | 362         | [ 8 ]       |
| 1955 | 348         | [ 8 ]       |
| 1960 | 347         | [ 8 ]       |
| 1965 | 354         | [ 8 ]       |
| 1970 | 380         | [ 8 ]       |
| 1975 | 416         | [ 8 ]       |
| 1981 | 411         | [ 8 ]       |
| 1986 | 435         | [ 8 ]       |
| 1991 | 461         | [ 8 ]       |
| 2001 | 695         | [ 9 ]       |
| 2002 | 749         | [ 10 ]      |

| Рік  | Чисельність | Чисельність |
| ---- | ----------- | ----------- |
| 2004 | 881         | [ 11 ]      |
| 2005 | 933         | [ 12 ]      |
| 2006 | 963         | [ 13 ]      |
| 2007 | 998         | [ 14 ]      |
| 2008 | 1032        | [ 15 ]      |
| 2009 | 1047        | [ 16 ]      |
| 2010 | 1085        | [ 17 ]      |
| 2011 | 1109        | [ 18 ]      |
| 2012 | 1126        | [ 19 ]      |
| 2013 | 1113        | [ 20 ]      |
| 2014 | 1100        | [ 21 ]      |
| 2015 | 1101        | [ 22 ]      |

| Рік  | Чисельність | Чисельність   |
| ---- | ----------- | ------------- |
| 2016 | 1120        | [ 23 ]        |
| 2017 | 1078        | [ 24 ]        |
| 2018 | 1070        | [ 25 ] [ 26 ] |
| 2019 | 1068        | [ 27 ]        |
| 2020 | 1077        | [ 28 ]        |
| 2021 | 1094        | [ 29 ]        |
| 2022 | 1102        | [ 30 ]        |
| 2023 | 1156        | [ 31 ]        |
| 2024 | 1174        | [ 4 ]         |

### Безробіття
У 2007 р. нараховувалося 29 безробітних (у 2006 р. — 42 безробітних), з них чоловіки становили 24,1 %, а жінки — 75,9 %.

## Економіка

### Підприємства міста

#### Промислові підприємства
| \| Промислові підприємства міста, за сферою діяльності \| Промислові підприємства міста, за сферою діяльності \| Промислові підприємства міста, за сферою діяльності \| \| Рік \| 2002 р. \| 2001 р. \| \| --------------------------------------------------- \| --------------------------------------------------- \| --------------------------------------------------- \| \| Енергетичні та водні ресурси \| 14,3 % \| 20 % \| \| Хімія та метали \| 14,3 % \| 20 % \| \| Переробка металів \| 42,9 % \| 40 % \| \| Продукти харчування \| 28,6 % \| 20 % \| \| Текстиль \| 0 % \| 0 % \| \| Виробництво меблів, видання \| 0 % \| 0 % \| \| Інше \| 0 % \| 0 % \| \| Усього підприємств \| 7 \| 5 \| |         |         |
| Промислові підприємства міста, за сферою діяльності |         |         |
| Рік | 2002 р. | 2001 р. |
| Енергетичні та водні ресурси | 14,3 %  | 20 %    |
| Хімія та метали | 14,3 %  | 20 %    |
| Переробка металів | 42,9 %  | 40 %    |
| Продукти харчування | 28,6 %  | 20 %    |
| Текстиль | 0 %     | 0 %     |
| Виробництво меблів, видання | 0 %     | 0 %     |
| Інше | 0 %     | 0 %     |
| Усього підприємств | 7       | 5       |

#### Роздрібна торгівля
| \| Підприємства роздрібної торгівлі міста, за сферою діяльності \| Підприємства роздрібної торгівлі міста, за сферою діяльності \| Підприємства роздрібної торгівлі міста, за сферою діяльності \| \| Рік \| 2002 р. \| 2001 р. \| \| ------------------------------------------------------------ \| ------------------------------------------------------------ \| ------------------------------------------------------------ \| \| Продукти харчування \| 25 % \| 40 % \| \| Одяг та взуття \| 12,5 % \| 0 % \| \| Товари для дому \| 0 % \| 0 % \| \| Книги та періодичні видання \| 0 % \| 0 % \| \| Промислова хімічна продукція \| 12,5 % \| 20 % \| \| Продукція, пов'язана з транспортними засобами \| 0 % \| 0 % \| \| Інше \| 50 % \| 40 % \| \| Усього підприємств \| 8 \| 5 \| |         |         |
| Підприємства роздрібної торгівлі міста, за сферою діяльності |         |         |
| Рік | 2002 р. | 2001 р. |
| Продукти харчування | 25 %    | 40 %    |
| Одяг та взуття | 12,5 %  | 0 %     |
| Товари для дому | 0 %     | 0 %     |
| Книги та періодичні видання | 0 %     | 0 %     |
| Промислова хімічна продукція | 12,5 %  | 20 %    |
| Продукція, пов'язана з транспортними засобами | 0 %     | 0 %     |
| Інше | 50 %    | 40 %    |
| Усього підприємств | 8       | 5       |

#### Сфера послуг
| \| Підприємства міста, що працюють у сфері послуг, за діяльністю \| Підприємства міста, що працюють у сфері послуг, за діяльністю \| Підприємства міста, що працюють у сфері послуг, за діяльністю \| \| Рік \| 2002 р. \| 2001 р. \| \| ------------------------------------------------------------- \| ------------------------------------------------------------- \| ------------------------------------------------------------- \| \| Гуртова торгівля \| 37,9 % \| 34,5 % \| \| Готелі та готельний бізнес \| 20,7 % \| 17,2 % \| \| Транспорт та зв'язок \| 17,2 % \| 13,8 % \| \| Посередницькі фінансові послуги \| 0 % \| 0 % \| \| Послуги підприємствам \| 0 % \| 10,3 % \| \| Послуги фізичним особам \| 10,3 % \| 10,3 % \| \| Нерухомість та ін. \| 13,8 % \| 13,8 % \| \| Усього підприємств \| 29 \| 29 \| |         |         |
| Підприємства міста, що працюють у сфері послуг, за діяльністю |         |         |
| Рік | 2002 р. | 2001 р. |
| Гуртова торгівля | 37,9 %  | 34,5 %  |
| Готелі та готельний бізнес | 20,7 %  | 17,2 %  |
| Транспорт та зв'язок | 17,2 %  | 13,8 %  |
| Посередницькі фінансові послуги | 0 %     | 0 %     |
| Послуги підприємствам | 0 %     | 10,3 %  |
| Послуги фізичним особам | 10,3 %  | 10,3 %  |
| Нерухомість та ін. | 13,8 %  | 13,8 %  |
| Усього підприємств | 29      | 29      |

## Житловий фонд
У 2001 р. 2,7 % усіх родин (домогосподарств) мали житло метражем до 59 м2, 19,5 % — від 60 до 89 м2, 41,4 % — від 90 до 119 м2 і
36,3 % — понад 120 м2.
З усіх будівель у 2001 р. 35,4 % було одноповерховими, 39,2 % — двоповерховими, 22,8 % — триповерховими, 2,6 % — чотириповерховими, 0 % — п'ятиповерховими, 0 % — шестиповерховими,
0 % — семиповерховими, 0 % — з вісьмома та більше поверхами.

## Автопарк
| \| Автомобілі, зареєстровані у місті, за призначенням \| Автомобілі, зареєстровані у місті, за призначенням \| Автомобілі, зареєстровані у місті, за призначенням \| \| Рік \| 2006 р. \| 2005 р. \| \| -------------------------------------------------- \| -------------------------------------------------- \| -------------------------------------------------- \| \| Приватні автомобілі \| 61,7 % \| 62,9 % \| \| Мотоцикли \| 9,9 % \| 9,5 % \| \| Вантажівки \| 18,2 % \| 18,3 % \| \| Трактори \| 1,2 % \| 1,2 % \| \| Автобуси та ін. \| 9 % \| 8,1 % \| \| Усього автомобілів \| 905 шт. \| 840 шт. \| |         |         |
| Автомобілі, зареєстровані у місті, за призначенням |         |         |
| Рік | 2006 р. | 2005 р. |
| Приватні автомобілі | 61,7 %  | 62,9 %  |
| Мотоцикли | 9,9 %   | 9,5 %   |
| Вантажівки | 18,2 %  | 18,3 %  |
| Трактори | 1,2 %   | 1,2 %   |
| Автобуси та ін. | 9 %     | 8,1 %   |
| Усього автомобілів | 905 шт. | 840 шт. |

## Вживання каталанської мови
У 2001 р. каталанську мову у місті розуміли 95,5 % усього населення (у 1996 р. — 97,6 %), вміли говорити нею 89,5 % (у 1996 р. — 90,4 %), вміли читати 87,4 % (у 1996 р. — 85,6 %), вміли писати 66,1 % (у 1996 р. — 60,8 %). Не розуміли каталанської мови 4,5 %.

## Політичні уподобання
У виборах до Парламенту Каталонії у 2006 р. взяло участь 452 особи (у 2003 р. — 420 осіб). Голоси за політичні сили розподілилися таким чином:
| \| Вибори до Парламенту Каталонії \| Вибори до Парламенту Каталонії \| Вибори до Парламенту Каталонії \| \| Рік \| 2006 р. \| 2003 р. \| \| -------------------------------------- \| ------------------------------ \| ------------------------------ \| \| Конвергенція та Єднання (CiU) \| 32,5 % \| 34,5 % \| \| Соціалістична партія Каталонії (PSC) \| 21,5 % \| 21,4 % \| \| Народна партія (PP) \| 8,2 % \| 7,9 % \| \| Ініціатива за Каталонію — Зелені (ICV) \| 10,4 % \| 7,4 % \| \| Республіканська лівиця Каталонії (ERC) \| 25 % \| 27,9 % \| \| Громадяни — Громадянська партія (C's) \| 1,5 % \| 0 % \| \| Інші \| 0,9 % \| 1 % \| |         |         |
| Вибори до Парламенту Каталонії |         |         |
| Рік | 2006 р. | 2003 р. |
| Конвергенція та Єднання (CiU) | 32,5 %  | 34,5 %  |
| Соціалістична партія Каталонії (PSC) | 21,5 %  | 21,4 %  |
| Народна партія (PP) | 8,2 %   | 7,9 %   |
| Ініціатива за Каталонію — Зелені (ICV) | 10,4 %  | 7,4 %   |
| Республіканська лівиця Каталонії (ERC) | 25 %    | 27,9 %  |
| Громадяни — Громадянська партія (C's) | 1,5 %   | 0 %     |
| Інші | 0,9 %   | 1 %     |

У муніципальних виборах у 2007 р. взяло участь 571 особа (у 2003 р. — 498 осіб). Голоси за політичні сили розподілилися таким чином:
| \| Муніципальні вибори \| Муніципальні вибори \| Муніципальні вибори \| \| Рік \| 2007 р. \| 2003 р. \| \| -------------------------------------- \| ------------------- \| ------------------- \| \| Конвергенція та Єднання (CiU) \| 12,8 % \| 28,1 % \| \| Соціалістична партія Каталонії (PSC) \| 42,2 % \| 33,1 % \| \| Народна партія (PP) \| 4 % \| 2,8 % \| \| Ініціатива за Каталонію — Зелені (ICV) \| 12,1 % \| 0 % \| \| Республіканська лівиця Каталонії (ERC) \| 11,9 % \| 10,4 % \| \| Громадяни — Громадянська партія (C's) \| 0 % \| 0 % \| \| Інші \| 17 % \| 25,5 % \| |         |         |
| Муніципальні вибори |         |         |
| Рік | 2007 р. | 2003 р. |
| Конвергенція та Єднання (CiU) | 12,8 %  | 28,1 %  |
| Соціалістична партія Каталонії (PSC) | 42,2 %  | 33,1 %  |
| Народна партія (PP) | 4 %     | 2,8 %   |
| Ініціатива за Каталонію — Зелені (ICV) | 12,1 %  | 0 %     |
| Республіканська лівиця Каталонії (ERC) | 11,9 %  | 10,4 %  |
| Громадяни — Громадянська партія (C's) | 0 %     | 0 %     |
| Інші | 17 %    | 25,5 %  |